# Богю-каган
Инель-каган (личное имя Богю) (др. тюрк. ‏𐰃𐰔𐰀𐰠𐰴𐰍𐰣‎; кит. упр. 拓西可汗, пиньинь tuoxikehan, палл. Тоси кэхань, личное имя кит. упр. 阿史那匐俱, пиньинь ashinafuju, палл. Ашина Фуцзюй) — каган Восточно-тюркского каганата в 716 год, старший сын Капаган-кагана.
В 699 г. Богю стал малым ханом и получил от отца 40 000 войска западного крыла, поэтому китайцы звали его 拓西 — Тоси (буквально расширитель запада).
Неожиданное убийство Капагана вызвало смятение в каганате. Старший сын Ильтерис-кагана Богю Могилянь (Богю Могилянь и Богю, сын Капагана — тёзки) должен был унаследовать трон по закону престолонаследия, но якобы, существовало завещание Капагана, который передавал власть своему сыну Богю. Влиятельный род Ашидэ (в том числе и Тоньюкук) и племя сиры решили выполнить волю покойного. Казалось, что партия Богю победила. Советники каганской ставки в июне 716 г. провозгласили сына Капагана Инель-каганом. Однако войска фактически подчинялись Кюльтегину, младшему брату Богю Могиляня. Кюльтегин незамедлительно напал на ставку и убил Богю.